# Teófilo Folengo
Teófilo Folengo, nacido como Gerolamo Folengo, más conocido por sus seudónimos de Limerno Pitocco, Merlín Cocayo o Merlinus Cocaius (Mantua, 8 de noviembre de 1491 - Bassano del Grappa, Vicenza, 9 de diciembre de 1544) fue un escritor, humanista y humorista benedictino italiano.

## Biografía
Fue hijo de un notario mantuano y el octavo de sus nueve hijos. Aunque nació en Mantua con el nombre de pila de Gerolamo en 1491, algunos estudiosos piensan que nació en realidad en 1496. Al ingresar en la orden de San Benito en 1508 se cambió el nombre de pila a Teófilo. Estudió en Bolonia y tras entrar en la orden vivió en diversos conventos del Véneto hasta 1524, año en que las disputas con su abad Ignazio Squarcialupi le hicieron renunciar al hábito; trabajó entonces como profesor particular y fue elegido como preceptor privado de los hijos de Camillo Orsini y se estableció en Venecia. En 1534 solicitó su readmisión en la orden, que le fue concedida, y marchó a un monasterio siciliano. Volvió al continente en 1543, año en que se retiró a Santa Croce de Campesio, la actual fracción Campese del municipio de Bassano del Grappa, donde murió el 9 de diciembre de 1544. Su tumba sigue todavía en Campese.

## Obra
Folengo cultivó asiduamente el género macarrónico-goliárdico, que tenía en la época una larga historia en la cultura véneta, rescatando para él su carácter de ejercicio parodístico y elevándolo a instrumento estilístico-literario verdadero y propio. Su lenguaje es muy personal, y mezcla formas del latín clásico y léxico dialectal para ofrecer un retrato absolutamente anticonvencional de la realidad social de su tiempo.

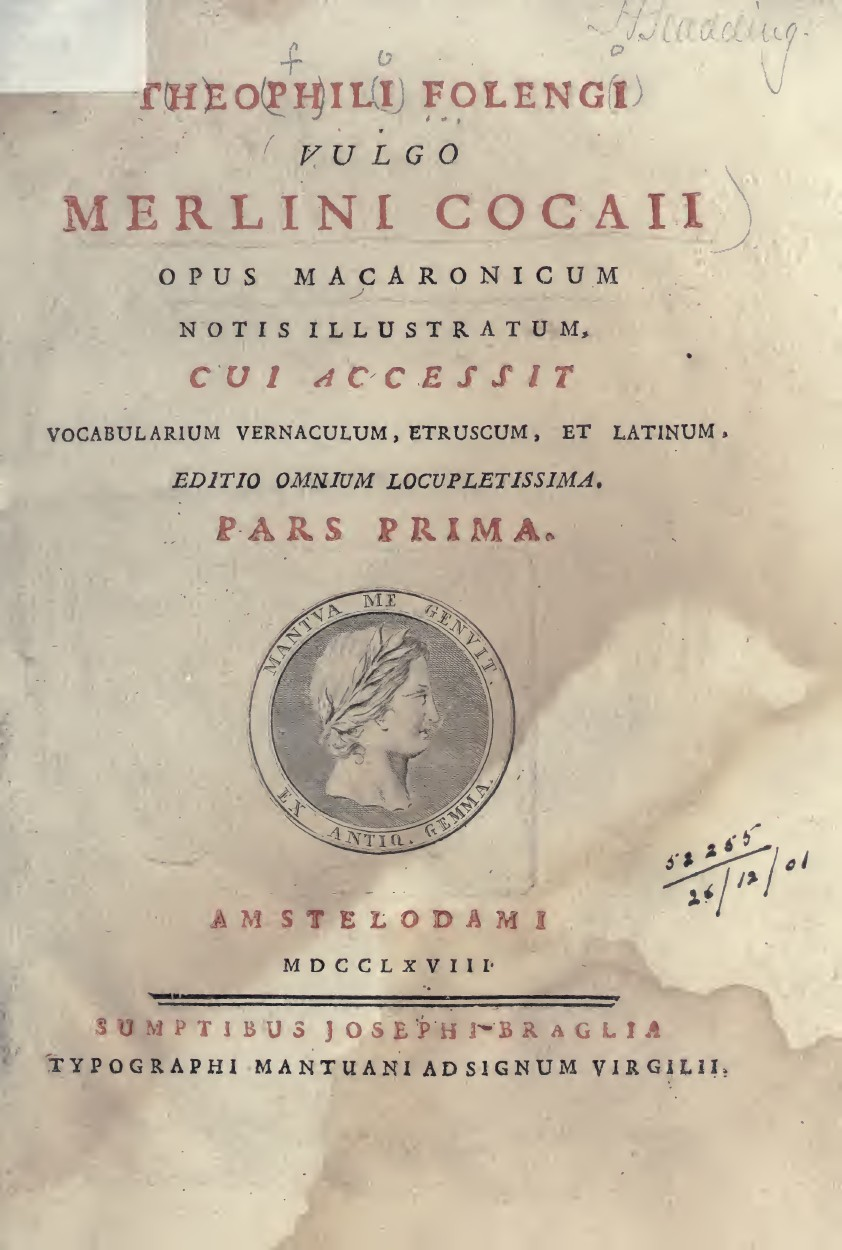
Maccheronee

Su obra es muy variada y se agrupa en 25 libros del Opus maccaronicum o Maccheronee, recogido en cuatro redacciones muy diversas (1517; 1521; 1539–1540; 1552, póstuma). La versión de 1517 tenía diecisiete libros; fue reimpresa en 1521 con ocho libros más. En él se encuentra el Baldus, su poema más célebre, donde satiriza las novelas de caballerías y los poemas heroicos de Luigi Pulci y de Mateo María Boyardo. En la segunda edición el autor demuestra haber leído también el Orlando Furioso de Ludovico Ariosto. Sin embargo, el poema no solo es una parodia de los libros de caballerías italianos, sino también de la epopeya clásica de Virgilio, y, en su última parte, de la Commedia divina de Dante Alighieri. Está escrito en hexámetros y cuenta las aventuras de Baldo, descendiente de Rinaldo; ejerció una gran influencia en la obra de François Rabelais; es anticlerical a ratos y roza a veces lo sacrílego. Junto a esta obra figura Zanitonella, narración del amor no correspondido de Zani por Tonella que parodia los poemas pastoriles virgilianos y la teoría del amor de Francesco Petrarca; el heroicómico Moscheide o Moschaea, que narra la guerra entre moscas y hormigas y fue imitado por José de Villaviciosa y su Mosqueida en español; y un grupo de epigramas, obras todas publicadas en diferentes redacciones bajo el pseudónimo de Merlinus Cocaius. Mostró las posibilidades artísticas del latín macarrónico, el lenguaje inventado a fines del Quattrocento por los humanistas de la corte paduana, entremezclando el latín y los dialectos italianos.
Su competencia como humanista es visible en su colección de poemas latinos Varium poëma y en el pequeño poema Janus, donde expresa su arrepentimiento por haber escrito su obra cómica anterior. Su participación en el debate religioso fue escasa; algo hay en el poema Orlandino (1526), donde narra el nacimiento y juventud del héroe épico Roldán; en el autobiográfico Chaos del Triperuno (1527), en los poemas sacros Umanità del Figliuolo di Dio y Palermitana y en la recolección de dieciocho vidas de mártires que suponen los hexámetros de la Hagiomachia.